# イオン糸島ショッピングセンター
イオン糸島ショッピングセンター（イオンいとしまショッピングセンター）は、福岡県糸島市に所在し、イオン九州株式会社が開発・運営を行っているショッピングセンターである。

## 概要
糸島市役所志摩庁舎付近に立地しており、イオン糸島店を核店舗に、サブ核であるアークランズ（旧:ビバホーム株式会社）が運営するスーパービバホーム志摩店や専門店（医療機関・銀行ATMを含む）で構成されたショッピングセンターである。
開業当初は「イオンスーパーセンター志摩店」を核店舗としていたが、2019年（令和元年）2月28日をもって衣料品・暮らしの品・サイクル・医薬品の取り扱いを終了。食料品・日用消耗品・肌着に規模を縮小した上で「イオン志摩ショッピングセンター」に改称し、売場跡地にホームセンターのスーパービバホームが同年5月30日にオープンした。
2022年（令和4年）10月1日をもってショッピングセンター名を「イオン糸島ショッピングセンター」に、核店舗名を「イオン糸島店」にそれぞれ名称変更。その前日の同年9月30日に敷地内に新業態となる「GREEN PICNIC 糸島」を同年11月下旬に開業することが発表された。
店舗前には1,678台収容可能な大型駐車場がある。

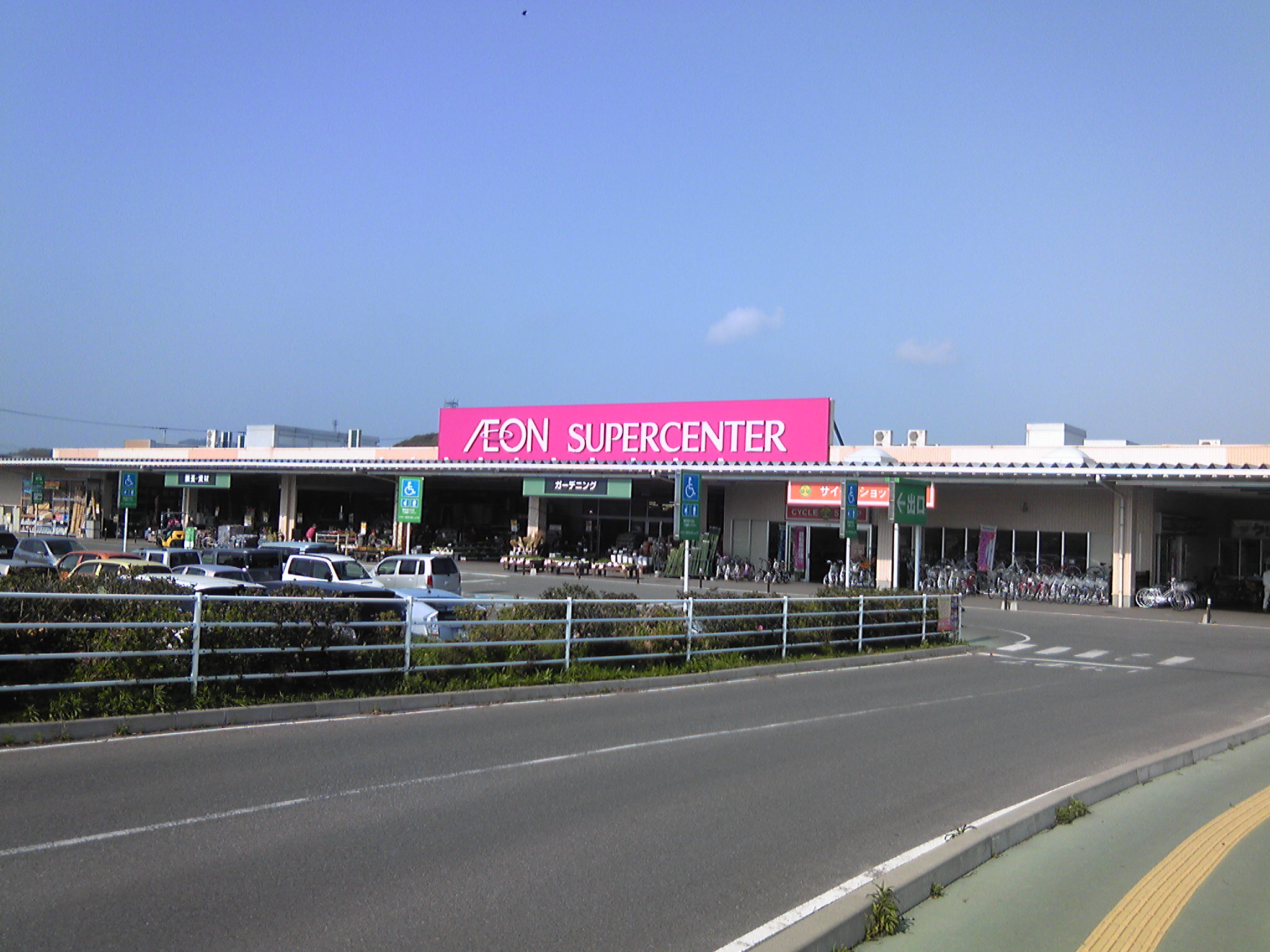
イオンスーパーセンター志摩店（当時） 別位置より撮影。現在、この写真に写っている部分はスーパービバホームとなっている。
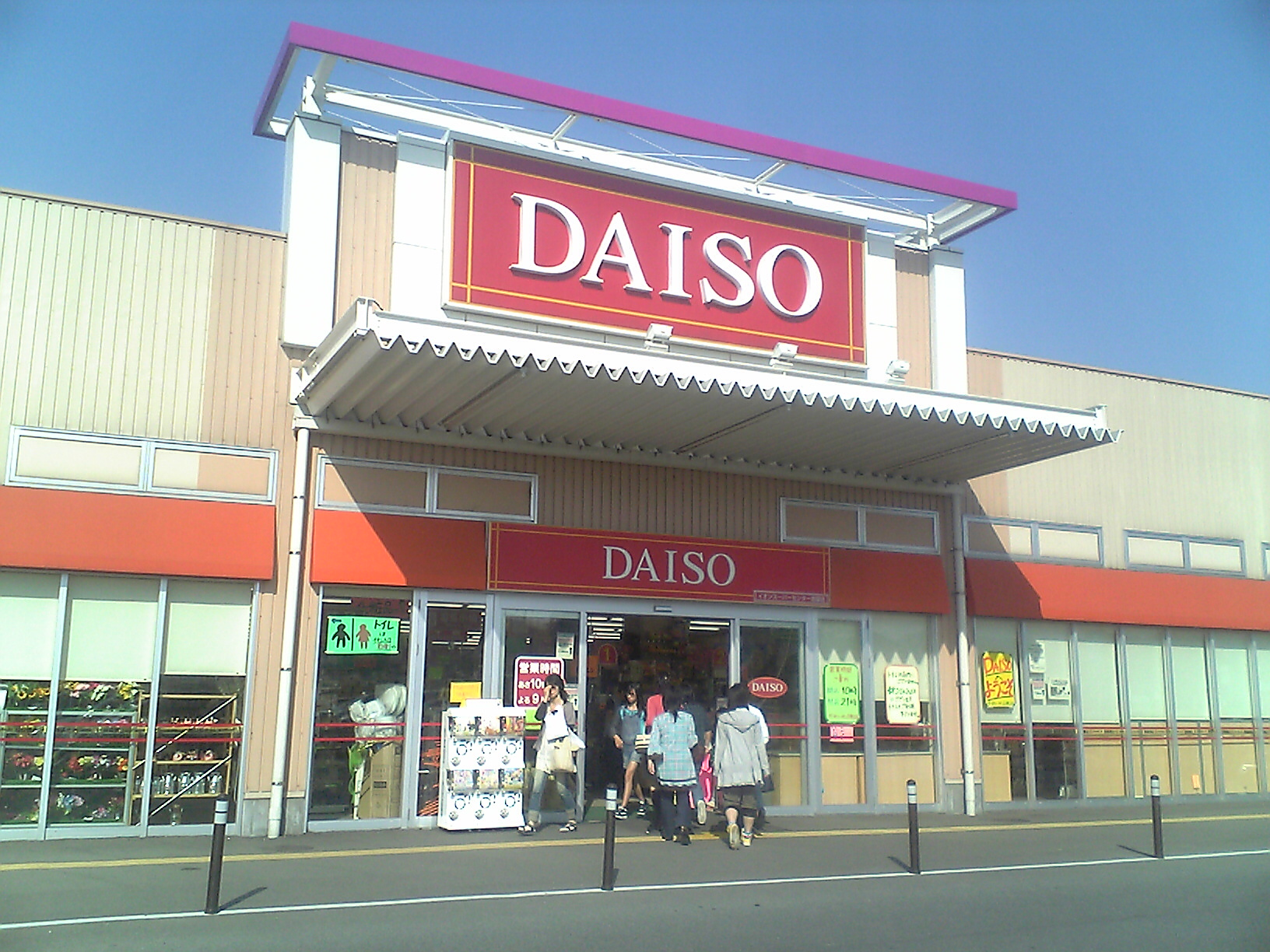
ダイソーイオン志摩SC店

## 沿革
- 2006年（平成18年）12月2日 - イオンスーパーセンター志摩店として開業[1]。
- 2019年（令和元年）
  - 2月28日 - イオン志摩ショッピングセンターに改称。
  - 5月30日 - ビバホームが開業[3]。
- 2022年（令和4年）10月1日 - ショッピングセンター名をイオン糸島ショッピングセンターに、核店舗名をイオン糸島店にそれぞれ改称。

## 主なテナント
- イオン糸島店
- ビバホーム
- ダイソー

## 周辺道路
- 福岡県道85号福岡志摩線
- 福岡県道506号船越前原線
- 福岡県道570号津和崎潤線